# 2011年美國債務上限危機

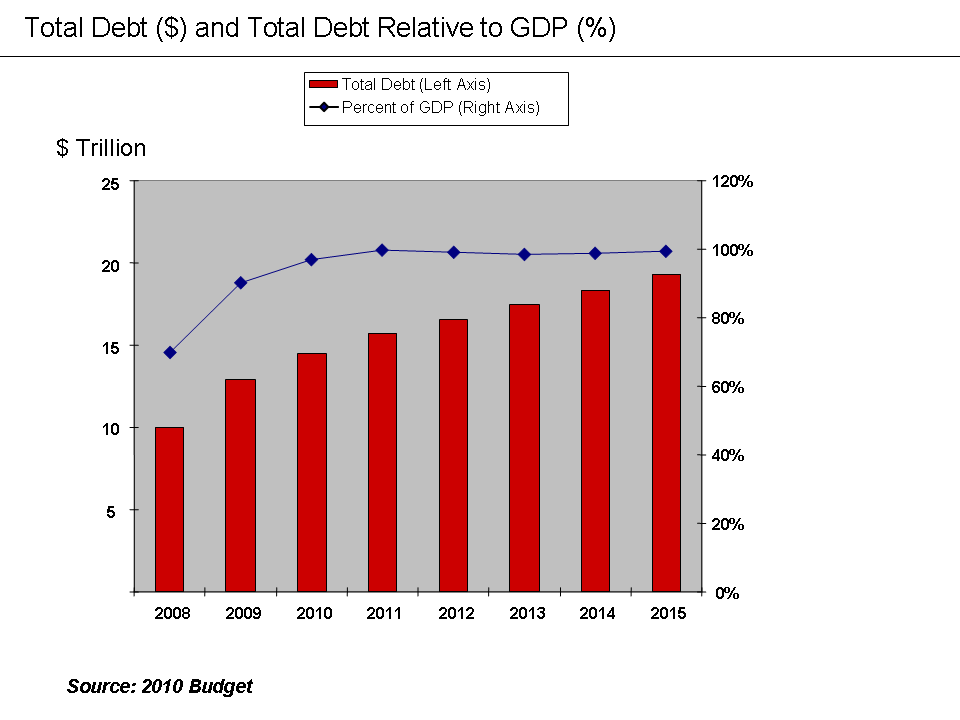
美國債務佔GDP

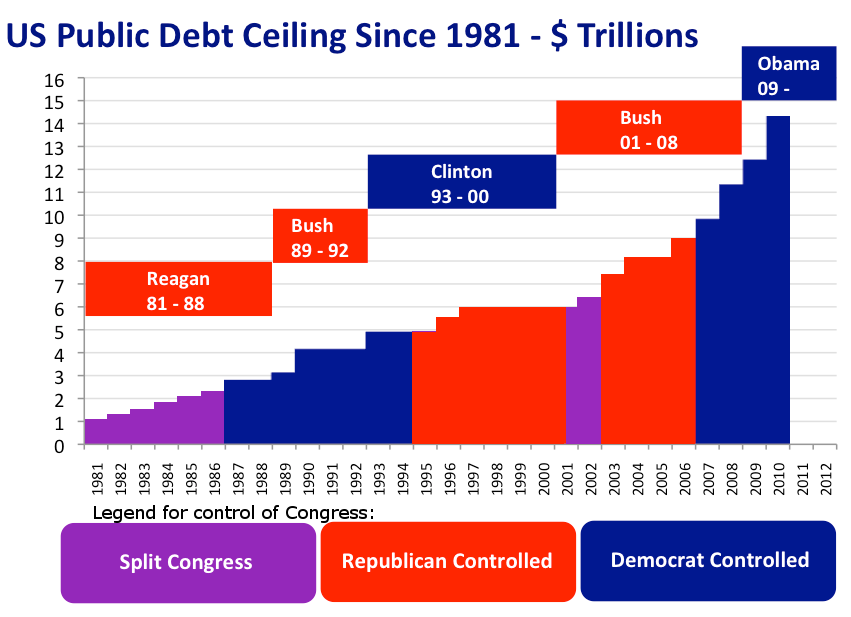
美債總量30年走勢

標普公司單方面評估的國家債信等級（2011）

2011年美國債務上限危機涵指美國國會就美國債務上限（debt ceiling）提升的一場激烈爭辯。這場爭議由民主和共和兩黨把持，兩黨在應否加稅、削減開支、提高債務上限問題上存在尖銳矛盾。由於美債已達14兆美元，事件可能導致美國聯邦政府产生主权违约，多項公共服務亦有可能因缺乏營運資金而受到影響，令美國經濟進一步受到打擊，因此被廣泛視為經濟危機。除了美國關注此危機以外，所有持有大量美元的國家亦關注其在此危機中可能的損失。在激辯當中，共和黨近乎一致反對加稅，認為解決赤字問題只能透過大刀闊斧削減開支，但大部分民主黨員認為必須加稅。兩黨亦就美國憲法應否修定聯邦政府開支上限、平衡預算案等議題上爭持不下。共和黨主導的美國眾議院在8月1日以269票對161票通過議案調高舉債上限及減少赤字，未來10年將減少赤字2.5兆美元，而且提高政府的舉債上限至少2.1兆美元，議案中沒有民主黨要求的加稅和平衡預算。民主黨主導的美國參議院在2日以74票對26票通過議案，贝拉克·奥巴马總統簽署議案，結束債務上限危機。

## 背景
美國政府替收支帳目制定預算案，一旦出現入不敷出，財政部會經國會授權舉債，填補赤字。在美國立國近兩百年中，國會每年都要商議和授權財政部舉債，但1917年後因應美國介入第一次世界大戰，國會制定出一套「債務上限」框架。在該架構下，只要美國債務不超過債務上限，財政部有權自行舉債。一旦債務上限不敷應用，須由國會通過特別法令提高上限，再由總統簽字確認。
美國公债的历史追溯到它的建国。美國獨立戰爭結束後，首個財政收支報告（1791年1月1日）已列出$75,463,476.52美元債務。而自1962年起，美國債務上限已提升了74次，其中18次是在雷根任內進行，8次是在比尔·克林顿任內，7次在喬治布希任內，而迄至2011年債務危機前，奧巴馬任內亦已提升上限達3次。截至2011年5月，美國40％政府開支均由借貸支撐。
2011年債務危機發生時，美國財政部形容，要是債務上限不能提升，聯邦政府將要劇減40%開支，影響政府日常運作，屆時財政部將要決定如何運用手上有限的資金，美國債權國亦深恐美國到時不會支付美國國債的利息。由於過去美國債券被不同財經機構視為零風險的投資，美國一旦違約，其國債評級將會迅速調低，重組金融機構的投資組合。財政部指「要是未能提升債務上限，將導致政府違約，這是美國歷史上史無前例的事件。」
類似的爭論過去亦曾發生。2006年3月，當時擔任民主黨參議員的奧巴馬曾批評小布希政府增加債務上限，「是領導失敗的徵兆，那是美國政府無力結帳的徵兆。」（具有讽刺意味）最後參議員以52票贊成、48票反對，通過提升債務上限，其中民主黨人一致反對當時的議案。